# Bahnstrecke Portland Preble Street–South Portland
| Gesellschaft: | K&P                  |                                         |                                         |
| Streckenlänge: | ca. 4 km             |                                         |                                         |
| Spurweite: | 1435 mm (Normalspur) |                                         |                                         |
| |                      |                                         |                                         |
| Gleise: | 1                    |                                         |                                         |
| \| \| \| \| \| \| \| ehem. Verbindungsbahn zur GTR \| \| \| \| Portland ME Preble Street \| \| \| \| ehem. Strecke zur Union Station \| \| \| \| ehem. Strecke nach Rochester \| \| \| \| Strecke von Rockland \| \| \| \| ehem. Strecke zur Preble Street \| \| \| \| Portland Union Station \| \| \| \| Verbindungsgleis Richtung Lunenburg \| \| \| \| Boston & Maine Junction \| \| \| \| Verbindungsgleis Richtung South Berwick \| \| \| \| Strecke zur Commercial Street \| \| \| \| Strecke nach Lunenburg \| \| \| \| Strecke nach Cummings \| \| \| \| Fore River \| \| \| \| Strecke von Commercial Street \| \| \| \| South Portland ME \| \| \| \| Strecke nach Portsmouth \| |                      |                                         |                                         |
| |                      |                                         |                                         |
| Strecke (außer Betrieb) |                      | ehem. Verbindungsbahn zur GTR           | ehem. Verbindungsbahn zur GTR           |
| Bahnhof (Strecke außer Betrieb) |                      | Portland ME Preble Street               | Portland ME Preble Street               |
| Abzweig geradeaus und nach links (Strecke außer Betrieb) |                      | ehem. Strecke zur Union Station         | ehem. Strecke zur Union Station         |
| Abzweig geradeaus und nach rechts (Strecke außer Betrieb) |                      | ehem. Strecke nach Rochester            | ehem. Strecke nach Rochester            |
| Abzweig ehemals geradeaus und von rechts |                      | Strecke von Rockland                    | Strecke von Rockland                    |
| Abzweig geradeaus und ehemals von links |                      | ehem. Strecke zur Preble Street         | ehem. Strecke zur Preble Street         |
| ehemaliger Bahnhof |                      | Portland Union Station                  | Portland Union Station                  |
| Abzweig geradeaus und von rechts |                      | Verbindungsgleis Richtung Lunenburg     | Verbindungsgleis Richtung Lunenburg     |
| ehemaliger Haltepunkt / Haltestelle |                      | Boston & Maine Junction                 | Boston & Maine Junction                 |
| Abzweig geradeaus und nach rechts |                      | Verbindungsgleis Richtung South Berwick | Verbindungsgleis Richtung South Berwick |
| Abzweig ehemals geradeaus und nach links |                      | Strecke zur Commercial Street           | Strecke zur Commercial Street           |
| Kreuzung (Strecken außer Betrieb) |                      | Strecke nach Lunenburg                  | Strecke nach Lunenburg                  |
| Kreuzung (Strecke geradeaus außer Betrieb) |                      | Strecke nach Cummings                   | Strecke nach Cummings                   |
| Brücke über Wasserlauf (Strecke außer Betrieb) |                      | Fore River                              | Fore River                              |
| Abzweig ehemals geradeaus und von links |                      | Strecke von Commercial Street           | Strecke von Commercial Street           |
| Dienststation / Betriebs- oder Güterbahnhof |                      | South Portland ME                       | South Portland ME                       |
| Strecke |                      | Strecke nach Portsmouth                 | Strecke nach Portsmouth                 |

Die Bahnstrecke Portland Preble Street–South Portland ist eine Eisenbahnstrecke in Maine (Vereinigte Staaten). Sie ist etwa vier Kilometer lang. Die normalspurige Strecke ist stillgelegt. Auf einem Teil der Trasse wurde jedoch die noch in Betrieb befindliche Bahnstrecke Portland–Rockland gebaut.

## Geschichte
Als 1851 die York and Cumberland Railroad of Maine eine Eisenbahnstrecke von Portland nach Gorham eröffnete, entstand im Norden der Stadt an der Preble Street ein neuer Personenbahnhof. Die Züge aus Richtung Boston kamen im Süden der Stadt an der Commercial Street an. Die Kennebec and Portland Railroad stellte ihre Strecke in Richtung Bath ebenfalls 1851 fertig und benutzte den Bahnhof an der Preble Street mit. Diese Gesellschaft war es, die noch im gleichen Jahr – wahrscheinlich zeitgleich mit der Eröffnung ihrer Strecke – eine Verbindungsbahn vom Bahnhof Preble Street südwärts nach South Portland baute, wo sie auf die Hauptstrecke der Portland, Saco and Portsmouth Railroad in Richtung Boston traf. Die eingleisige normalspurige Strecke diente nur dem Güterverkehr. Die Fahrgäste mussten weiterhin die Stadt durchqueren, um umsteigen zu können. Da dieser Zustand unzureichend war, beschloss die Kennebec&Portland, ihre eigene Strecke bis zum Bahnhof Commercial Street zu verlängern. Die Verbindungsstrecke war dann nicht mehr vonnöten. 1861 wurde die Neubaustrecke eröffnet und die Verbindungsstrecke nach nur zehn Betriebsjahren stillgelegt. Ein Teil der Trasse blieb durch die neue Strecke in Betrieb. Später wurde eine neue Verbindungsbahn vom Bahnhof Preble Street nach Südwesten gebaut, die jedoch nicht die gleiche Trasse benutzte.

## Streckenbeschreibung
Die Strecke beginnt im Bahnhof Preble Street, der seit 1891 nur noch dem Güterverkehr diente und heute nicht mehr in Betrieb ist. Sie verlässt den Bahnhof in Richtung Westen und trifft nach wenigen hundert Metern auf die 1861 eröffnete Neubaustrecke der Kennebec&Portland. Auf deren Trasse verlief die alte Verbindungsbahn nach Süden bis kurz vor den Fore River. Die neue Strecke biegt hier nach Osten ab, um in den Bahnhof Commercial Street einzufädeln, während die alte Verbindungsbahn weiter geradeaus führte. Über eine hölzerne Jochbrücke wurde der Fore River überquert. Nach Stilllegung der Strecke 1861 wurde die Brücke abgerissen. In South Portland biegt die Strecke auf die Trasse der Bahnstrecke Portland–Portsmouth ein und endet im Bahnhof South Portland, der seit 1888 nur noch dem Güterverkehr dient. Noch heute, fast 150 Jahre nach der Stilllegung, lässt sich die Trassenführung vom Fore River zum Bahnhof South Portland am Ostrand des Forest-City-Friedhofs und an der Grundstücksgrenze einer Industrieanlage erahnen.